# Djagräsfågel
Djagräsfågel (Bradypterus grandis) är en fågel i familjen gräsfåglar inom ordningen tättingar.

## Utseende och läten
Djagräsfågeln är med en kroppslängd på 19 cm en relativt stor medlem av familjen, med lång och bred stjärt. Fjäderdräkten är överlag djupbrun, på stjärten något rosttonad och på strupen och övre delen av bröstet fläckad i grått och brunt. Lätet återges i engelsk litteratur som ett långsamt "chiddup chiddup" som accelererar till ett staccato, ofta i sångflykt med svirrande vingar.

## Utbredning och systematik
Fågeln lever i träsk och vassområden i södra Kamerun och Gabon. Den behandlas som monotypisk, det vill säga att den inte delas in i några underarter.

### Familjetillhörighet
Gräsfåglarna behandlades tidigare som en del av den stora familjen sångare (Sylviidae). Genetiska studier har dock visat att sångarna inte är varandras närmaste släktingar. Istället är de en del av en klad som även omfattar timalior, lärkor, bulbyler, stjärtmesar och svalor. Idag delas därför Sylviidae upp i ett flertal familjer, däribland Locustellidae.

## Status
Arten har en liten världspopulation som uppskattats till endast mellan 600 och 1700 vuxna individer. Den tros dock inte minska i antal. Den rapporteras sällan, men detta tros vara ett resultat av dess otillgängliga levnadsmiljö och det faktum att man först nyligen fick kunskap om dess läte. Troligen är den vida spridd i hela sitt utbredningsområde. Baserat på detta kategoriserar IUCN arten som nära hotad.

## Namn
Dja är namnet på en flod på gränsen mellan Republiken Kongo och Kamerun som nästan helt omger Dja faunareservat.